# إزيوم
إزيوم هي مدينة من مدن أوكرانيا. يبلغ عدد سكانها 56100 نسمة وذلك حسب إحصائيات سنة 2001. تبلغ مساحتها 43.6 كم².

## المناخ
يظهر الجدول التالي التغييرات المناخية على مدار السنة لإزيوم:
| البيانات المناخية لـإزيوم         | البيانات المناخية لـإزيوم | البيانات المناخية لـإزيوم | البيانات المناخية لـإزيوم | البيانات المناخية لـإزيوم | البيانات المناخية لـإزيوم | البيانات المناخية لـإزيوم | البيانات المناخية لـإزيوم | البيانات المناخية لـإزيوم | البيانات المناخية لـإزيوم | البيانات المناخية لـإزيوم | البيانات المناخية لـإزيوم | البيانات المناخية لـإزيوم | البيانات المناخية لـإزيوم |
| الشهر                             | يناير                     | فبراير                    | مارس                      | أبريل                     | مايو                      | يونيو                     | يوليو                     | أغسطس                     | سبتمبر                    | أكتوبر                    | نوفمبر                    | ديسمبر                    | المعدل السنوي             |
| --------------------------------- | ------------------------- | ------------------------- | ------------------------- | ------------------------- | ------------------------- | ------------------------- | ------------------------- | ------------------------- | ------------------------- | ------------------------- | ------------------------- | ------------------------- | ------------------------- |
| الدرجة القصوى °م (°ف)             | 13.1 (55.6)               | 16.3 (61.3)               | 24.0 (75.2)               | 31.0 (87.8)               | 36.7 (98.1)               | 37.4 (99.3)               | 39.1 (102.4)              | 39.4 (102.9)              | 34.4 (93.9)               | 31.1 (88.0)               | 22.0 (71.6)               | 20.0 (68.0)               | 39.4 (102.9)              |
| متوسط درجة الحرارة الكبرى °م (°ف) | −2.2 (28.0)               | −1.1 (30.0)               | 5.2 (41.4)                | 15.1 (59.2)               | 22.1 (71.8)               | 25.8 (78.4)               | 27.9 (82.2)               | 27.1 (80.8)               | 21.0 (69.8)               | 12.9 (55.2)               | 5.1 (41.2)                | 0.0 (32.0)                | 13.2 (55.8)               |
| المتوسط اليومي °م (°ف)            | −5.2 (22.6)               | −4.6 (23.7)               | 0.8 (33.4)                | 9.4 (48.9)                | 15.6 (60.1)               | 19.4 (66.9)               | 21.3 (70.3)               | 19.9 (67.8)               | 14.2 (57.6)               | 7.5 (45.5)                | 1.7 (35.1)                | −2.8 (27.0)               | 8.1 (46.6)                |
| متوسط درجة الحرارة الصغرى °م (°ف) | −8.5 (16.7)               | −8.3 (17.1)               | −3.1 (26.4)               | 3.8 (38.8)                | 8.8 (47.8)                | 12.8 (55.0)               | 14.7 (58.5)               | 12.9 (55.2)               | 7.7 (45.9)                | 2.5 (36.5)                | −1.4 (29.5)               | −5.7 (21.7)               | 3.0 (37.4)                |
| أدنى درجة حرارة °م (°ف)           | −35.0 (−31.0)             | −36.1 (−33.0)             | −29.7 (−21.5)             | −9.0 (15.8)               | −2.8 (27.0)               | 1.1 (34.0)                | 3.0 (37.4)                | 1.1 (34.0)                | −6.7 (19.9)               | −17.0 (1.4)               | −22.6 (−8.7)              | −33.2 (−27.8)             | −36.1 (−33.0)             |
| الهطول مم (إنش)                   | 47.1 (1.85)               | 39.0 (1.54)               | 41.4 (1.63)               | 44.1 (1.74)               | 51.8 (2.04)               | 75.0 (2.95)               | 60.9 (2.40)               | 47.6 (1.87)               | 50.7 (2.00)               | 48.1 (1.89)               | 43.1 (1.70)               | 52.1 (2.05)               | 600.9 (23.66)             |
| متوسط أيام هطول الأمطار           | 20.0                      | 16.4                      | 16.3                      | 10.2                      | 9.7                       | 8.5                       | 6.3                       | 4.6                       | 8.1                       | 10.5                      | 15.4                      | 19.4                      | 145.4                     |
| متوسط الرطوبة النسبية (%)         | 84.7                      | 81.5                      | 76.2                      | 65.1                      | 64.8                      | 66.7                      | 67.5                      | 64.8                      | 72.9                      | 80.1                      | 84.4                      | 85.9                      | 74.6                      |
| المصدر: Climatebase.ru            |                           |                           |                           |                           |                           |                           |                           |                           |                           |                           |                           |                           |                           |

## الحرب الروسية الأوكرانية 2022
خلال الحرب الروسية الأوكرانية 2022 كانت للمدينة أهمية كبيرة حيث أنّها تقطع إمدادت الجيش الأوكراني القادمة عبر خاركوف إلى لوغانسك وتمهد الطرق للتقاء القوات الروسية في مقاطعة خاركوف مع القوات المدعومة روسياً في إقليم دونباس.
سيطرت القوات الروسية على المدينة في 14 مارس 2022.

## توأمة
لإزيوم اتفاقيات توأمة مع:
- كراسنوغورسك

## أعلام
- دينيس كولاكوف